# Adrien Bayet
Pour les articles homonymes, voir Bayet (homonymie).
 (mars 2022).
Si vous disposez d'ouvrages ou d'articles de référence ou si vous connaissez des sites web de qualité traitant du thème abordé ici, merci de compléter l'article en donnant les références utiles à sa vérifiabilité et en les liant à la section « Notes et références ».
Né à Bruxelles en 1863, Adrien Bayet est un médecin et professeur de l'université libre de Bruxelles. Il meurt à Bruxelles en 1935.

## Biographie
Né à Bruxelles en 1863, il est reçu docteur de la Faculté de médecine de l'Université libre de Bruxelles en 1888. Au terme de ses études, il entreprend un voyage d'études à notamment Vienne, Berlin et Leipzig. A son retour, il s'installe comme médecin praticien et début des recherches au sein du laboratoire de Paul Héger qui donna lieu à la soutenance du thèse de Doctorat en sciences physiologiques (1892) intitulée La Circulation pulmonaire. Étude sur la régulation physiologique du cours du sang dans les poumons. La même année, il est reçu agrégé de la Faculté et se voit confier le poste de suppléant préparateur pour le cours d’hygiène jusqu’en 1896. En juillet 1894, il est désigné pour occuper la fonction de chef du laboratoire de bactériologie, qu’il remplit jusqu’en 1896. En 1896, devient l’assistant du service de dermato-syphiligraphie du professeur Desmeth à l’hôpital Saint-Pierre de Bruxelles et dont il devient chef de service en 1901. Dès lors, à cette date, il lui est également confié la chaire de dermato-syphiligraphie lui est conférée. Il est nommé professeur extraordinaire en 1909 et professeur honoraire en 1924-1925.
Sa carrière extra-universitaire est également très riche. En 1922, il crée la Ligue nationale belge contre le péril vénérien. Il est aussi le fondateur de l’Institut du radium, président de la Ligue nationale belge contre le cancer ainsi que président et fondateur de l’Union internationale contre le péril vénérien. Il est reçu à l’Académie royale de médecine en tant que membre correspondant en 1911, membre titulaire en 1920 et honoraire en 1932,.

## Publications
- Adrien Bayet et Charles Mauriac, Nouvelles leçons sur les maladies vénériennes : syphilis tertiaire et syphilis héréditaire, Paris, Librairie J.-B. Baillière et fils, 1890, 1168 p..
- Adrien Bayet, Observations sur 2 500 cas de syphilis observés à Bruxelles, Bruxelles, 1907.
- Adrien Bayet, Le traitement des névrodermites par le radium, Bruxelles, L. Severeyns, 1910, 24 p..
- Adrien Bayet, « Le traitement de la syphilis par l'arsénobenzol », Bulletin de l'Académie royale de médecine de Belgique,‎ 1911, p. 5-24.
- Adrien Bayet, La lutte contre la syphilis en Belgique, son organisation et ses résultats, Bruxelles, Ligue nationale belge contre le péril vénérien, 1926, 62 p..